# Парк имени Низами
Парк имени Низами (азерб. Nizami parkı) — один из старейших парков столицы Азербайджана, города Баку. Расположен в Хатаинском районе города, на территории Вилла Петролеа, жилого посёлка, построенного братьями Нобель в конце XIX века для служащих их компании на границе Чёрного города в пригороде Баку. Общая площадь парка — 13,6 га. Этот парк в промышленном пейзаже, расположенный на обширной территории, оказал положительное влияние на садово-парковую архитектуру Апшерона. После 1920 года бывший сад Виллы Петролеа был назван именем Луначарского, позднее — «Роте Фане», в честь одноимённой немецкой газеты, а затем был назван именем Низами Гянджеви.

## История парка

### Создание парка
В 1882—1883 гг. усилиями братьев Нобель, занимавшихся разработкой нефтяных месторождений Апшеронского полуострова, на границе Чёрного и Белого городов в Баку был создан посёлок для служащих фирмы — «Нефтяная вилла» (Вилла Петролеа). В течение всего лишь одного-двух лет капитал добился площади в 10,26 га озеленения на территории посёлка. Почти такой же площади (10,03 га) достигла площадь общественных насаждений города Баку к 1920 году, за 80 лет существования застройки за пределами крепостных стен города.
Заводской район Баку, удаленный от центра почти на 8 км, был неблагоприятным и по природным данным, и по благоустройству. Тем не менее он считался приемлемым для проживания бакинского пролетариата. Однако административно-технический персонал не соглашался работать, и тем более жить, в такой обстановке даже за крупное вознаграждение. В связи с этим Нобели, чтобы не лишиться приглашенных специалистов, создали для них благоприятные условия жизни. Для создания крупного зелёного массива площадью около 10 га среди массы нефтяных резервуаров, амбаров, нефтеперегонных заводов у селения Кишлы был приглашен известный специалист Э. Бекле, под руководством которого создавались многие сады и парки Варшавы.

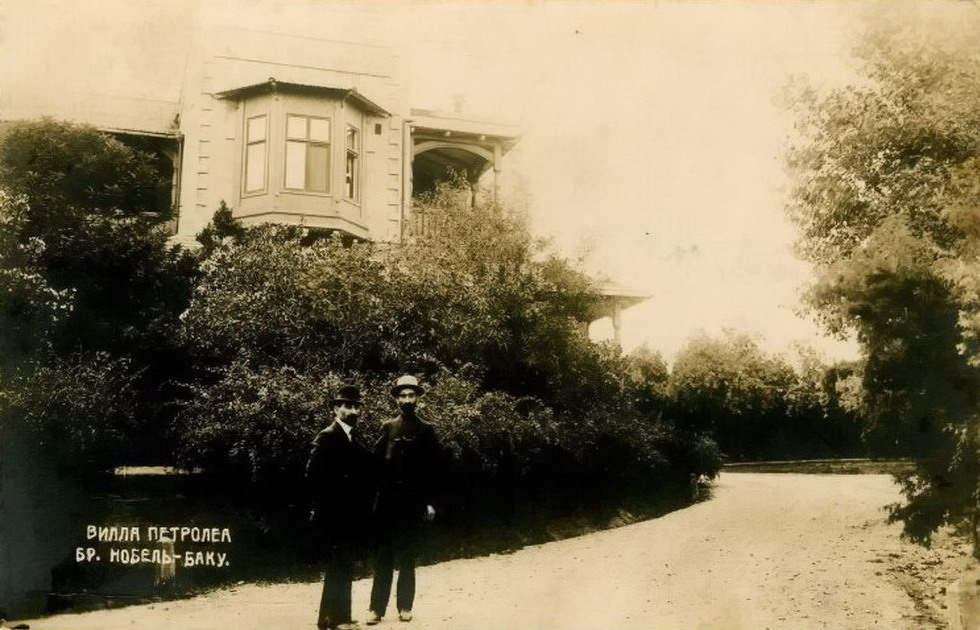
Сад Виллы Петролеа в 1897 году

После того, как Бекле ознакомился с пропитанным нефтяными отходами участком, он потребовал доставки плодородной почвы для парка. В скором времени к пристани фирмы в Чёрном городе стали причаливать баржи со свежей землей из Ленкоранского уезда. Однако, вопрос доставки пресной воды для полива оказался более сложным. Тогда фирма братьев Нобель распорядилась наполнять наливные суда, возвращавшиеся с астраханского рейда, волжской водой в качестве балласта и направлять их к причалам Чёрного города.
Таким образом, на стыке Чёрного и Белого городов появился сад, названный Вилла Петролеа. Садовод Э. Бекле изучил природные особенности Апшерона, и подбору пород деревьев для решения планировочной и объемно-пространственной структуры Виллы уделил особое внимание. Посадочный материал Бекле подбирал в Ленкорани, Тифлисе, Батуме и других городах, а также выписывал из питомников России и Европы.
Около 80 000 кустов и деревьев росло в парке Виллы. Среди них насчитывалось большое количество фруктовых. Рельефом местности (с уклоном к морю), размещением жилых и других зданий и выбором направлений основных аллей определялась ложившаяся планировочная структура Виллы Петролеа. К сооружениям, перед которыми были разбиты площадки с цветниками или же группировались деревья вели множество дорожек и аллей. Главные аллеи выходили к видовым площадкам. Оттуда можно было сквозь густую зелень видеть заводские трубы Чёрного города, а далее — Каспийское море.
Имя архитектора генерального плана и зданий с характерными для юга террасами, верандами и балконами, решенными в эклектичном духе с использованием романских мотивов, не установлено. Однако то, что генеральный план Виллы, умело выполненная вертикальная планировка с учетом террас и композиционная идея парка, свидетельствую о том, что архитектор был. Доктор архитектуры Шамиль Фатуллаев полагает, что всё это разрабатывалось безымянным архитектором при прямом участии Бекле. Такое же содружество наблюдалось в творчестве архитектора Скуревича и городского садовода Васильева в процессе решения головной части прибрежного бульвара. По словам Фатуллаева, этот «великолепный парк в промышленном пейзаже, расположенный на обширной территории, оказал положительное влияние на садово-парковую архитектуру Апшерона, где создавались загородные виллы, открывшие новую тему в архитектуре капиталистического Баку».

### Переименование парка
9 июля 1931 года в этом Парке культуры и отдыха бакинских нефтяников состоялся общебакинский слёт ударников нефти, посвящённый прибытию Красного знамени «Роте-Фане». Слёт принял решение направить телеграмму Эрнсту Тельману, лидеру немецких коммунистов. Парк, где состоялся слёт, был назван Парком культуры и отдыха имени «Роте фане».
В парке культуры и отдыха Роте-Фане в рабочем районе Баку большим циклом концертов открывал сезон 1932 года симфонический оркестр радиовещания совместно с оркестром народных инструментов.

### Реконструкция парка
В 1939 году газета «Бакинский рабочий» сообщила, что летом этого года начнётся реконструкция парка. Так, проектное бюро Садово-паркового управления Баксовета приступило к разработке проекта реконструкции парка культуры и отдыха имени Роте-Фане. Авторами проекта были архитекторы — М. Кохман, В. Иванов, А. Алексеев. Сообщалось, что парк расширяется, и его территория вырастет на 6 гектаров, будут заново переделаны аллеи, дорожки, которые украсят субтропические и вечнозеленые деревья.
За танцплощадкой был отведен большой участок для «аллеи свободного отдыха». Здесь планировалось создать обстановку парка-леса, насаждались деревья, создавались лужайки. В центре паркового бассейна запланировали устроить зелёный островок с фонтаном и эстрадой, окруженный водой. Парк было запланировано украсить скульптурой. Преобразовались павильоны и киоски. Также в парке было запроектировано строительство спортивного стадиона. Планировалось закончить реконструкцию в 1941 году.
В 2021 году в рамках работ по благоустройству были капитально отремонтированы и реконструированы расположенные на территории парка одно- и двухэтажные административные здания, создано искусственное озеро, реставрированы амфитеатр и существующий с 1938 года летний кинотеатр, созданы два фонтанных комплекса и современная система освещения. Были установлены беседки, скамейки различного размера, спортивные сооружения, создан детский развлекательный комплекс. Перед летним кинотеатром из речных камней была построена крепостная стена в старинном стиле. На территории парка была проведена работа по озеленению, посажены тысячи деревьев, кустов, декоративных растений.